# Bw (digramme)
Pour les articles homonymes, voir Bw.
Bw (minuscule bw) est un digramme de l'alphabet latin composé d'un B et d'un W.

## Linguistique
- En acholi, le digramme « bw » est considéré comme une lettre à part entière et est placée entre le B et le C.

## Représentation informatique
Comme la majorité des digrammes, il n'existe aucun encodage de Bw sous un seul signe, il est toujours réalisé en accolant un B et un W.